# The Princess Switch: Switched Again
The Princess Switch: Switched Again (bra: A Princesa e a Plebeia: Nova Aventura) é um filme de comédia romântica americano, dirigido por Mike Rohl, de um roteiro de Robin Bernheim e Megan Metzger. É a continuação de The Princess Switch, de 2018. Estrelado por Vanessa Hudgens, Sam Palladio e Nick Sagar. O filme foi lançado mundialmente em 19 de novembro de 2020 pela Netflix. Sua sequência, The Princess Switch 3: Romancing the Star, estreia no dia 18 de novembro de 2021 na Netflix.

## Enredo
Quando a Duquesa Margaret herda inesperadamente o trono de Montenaro e passa por uma fase difícil com o namorado Kevin, cabe a sua sósia, a Princesa Stacy de Belgravia, reunir o casal novamente... mas o curso do amor verdadeiro se complica com a chegada de um pretendente que tem a intenção de roubar o coração de Margaret. Acrescente a chegada inesperada da extravagante prima festeira de Margaret, Fiona, uma terceira sósia que tem ambições próprias, e você tem a receita para o triplo problema de Natal.

## Elenco
- Vanessa Hudgens como Margaret Delacourt / Stacy De Novo / Fiona Pembroke
- Sam Palladio como Príncipe Edward Wyndham
- Nick Sagar como Kevin Richards
- Mark Fleischmann como Frank De Luca
- Suanne Braun como Mrs. Donatelli
- Mia Lloyd como Olivia Richards
- Lachlan Nieboer como Antonio Rossi
- Ricky Norwood como Reggie
- Florence Hall como Mindy Sloane
- Robin Soans como Senhor Bondoso